# Anass Houir Alami
Pour les articles homonymes, voir Alami.
Anass Houir Alami, né le 8 mars 1968 à Rabat, est un haut responsable et chef d'entreprise marocain. Il a été nommé le 13 juin 2009 à la tête de Caisse de Dépôt et de Gestion (CDG) par le roi Mohammed VI. En novembre 2014, il a été suspendu de ses fonctions à la suite du scandale du projet Madinat Badis d’El Hoceima.

## Parcours
En 1990, il obtient son diplôme d'ingénieur de l'École Mohammadia d'ingénieurs (EMI) à Rabat. Après un bref passage (un an) à la société Ingénierie et méthodes de gestion, il quitte le Maroc en 1991 pour les États-Unis où il obtient en 1993 son Master of Business Administration spécialisé en finance et dans les affaires internationales à la Stern School of Business de l'Université de New York. Il rejoint le Maroc où il cofonde une société de bourse, Upline Securities. Quelques années plus tard, Upline Securities s’est développée pour devenir l’une des banques d’affaires les plus importantes du pays.
En 2005, il a été nommé à la tête du conseil de surveillance de la Société de la Bourse des Valeurs de Casablanca (SBVC).
Le 15 février 2006, il est nommé au poste de PDG de Barid Al Maghrib par Sa Majesté le Roi Mohammed VI.
le 13 juin 2009, il est nommé au poste de Directeur Général de la Caisse de Dépôt et de Gestion (CDG) par Sa Majesté le Roi Mohammed VI.
M. Alami occupe également plusieurs fonctions au sein d'organisations internationales. Il est ainsi Vice-Président du Long Term Investment Club (www.ltic.org), de l'International Development Finance Club (www.idfc.org) et du World Savings Banks Institute (www.savings-banks.com).
M. Alami a par ailleurs présidé de 2012 à 2014 la General Arab Insurance Federation (http://www.gaif-1.org). Il en assure aujourd'hui la vice-présidence.
M. Alami assume en parallèle de nombreuses responsabilités sociétales et associatives.